# تنگسیر (فیلم)
تنگسیر فیلمی ایرانی به کارگردانی امیر نادری و محصول سال ۱۳۵۲ است. این فیلم بر اساس رمانی به همین نام ساخته شده که صادق چوبک در سال ۱۳۴۲ نوشته و ریشه در واقعیت دارد.
تنگسیر به اهالی و ساکنان شهرستان تنگستان می‌گویند.

## خلاصهٔ داستان

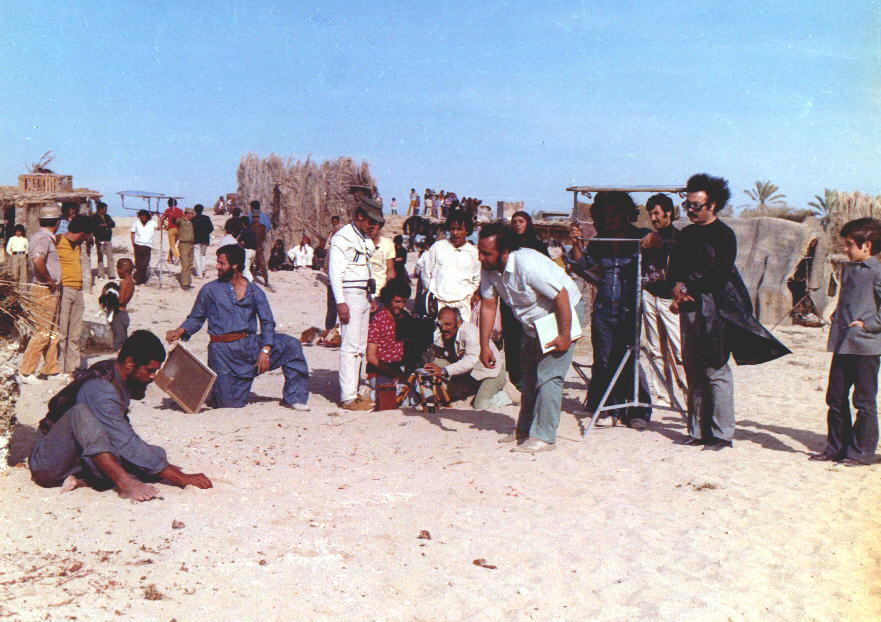
امیر نادری و بهروز وثوقی سر صحنهٔ تنگسیر

زائر محمد هنگامی که می‌خواهد ورزای سکینه را که فرار کرده‌است رام کند؛ به گاو صدمه می‌زند و مورد سرزنش سکینه واقع می‌شود که او اگر زور و بازو دارد برود طلب‌ش را که بزرگان بوشهری خورده‌اند بگیرد. این حادثه، پرخاش و تحقیر سکینه نسبت به زائر محمد، موجب می‌شود تا زائر محمد برای گرفتن طلبش از آقا علی وکیل، عبدالکریم حاج حمزه، ابول گنده رجب و شیخ ابوتراب برازجانی اقدام کند. آن‌ها زائر محمد را تحقیر کرده بیرون می‌کنند و می‌گویند که سرمایه‌اش در معامله سوخت شده‌است. زائر محمد تفنگ قدیمی و تبر زنگ زده‌اش را از زیر خاک بیرون می‌آورد و پس از خداحافظی از همسرش شهرو «نوری کسرایی» درصدد انتقام بر می‌آید. 

	 
او پس از کشتن عبدالکریم حاج حمزه، شیخ ابوتراب و آقا علی وکیل  از دست امنیه‌ها به اغذیه فروشی بارون آساتور پناه می‌برد و از اسماعیل «پرویز فنی‌زاده»، شاگرد بارون آساتور، می‌خواهد که با پدر همسرش تماس بگیرد و شهرو و فرزندانش را برای سفر آماده کند. به دستور نایب امنیه‌ها در اطراف خانه‌ای که ابول گنده رجب پنهان شده کشیک می‌کشند. اما زائر محمد با همکاری مردم او را از خانه بیرون کشیده و با شلیک گلوله از پا درمی‌آورد، و سرانجام زائر محمد که مردم شهر، به دلیل شجاعتش، او را شیر محمد لقب داده‌اند، به آب می‌زند تا به همسر و فرزندانش در آن سوی ساحل ملحق شود.

بهروز وثوقی در فیلم تنگسیر

این فیلم بر اساس رمان تنگسیر نوشته صادق چوبک ساخته شد. گفتگوهای فیلم به زبان فارسی و لهجه بوشهری است.

## بازیگران
| بازیگر          | نقش                |
| --------------- | ------------------ |
| بهروز وثوقی     | زائر محمد          |
| پرویز فنی‌زاده   | اسماعیل            |
| نوری کسرایی     | شهرو               |
| عنایت‌الله بخشی  | نایب               |
| روح‌الله مفیدی   | حاج عبدالکریم حمزه |
| علی‌اکبر مهدوی‌فر | آساتور             |
| ‌‌‌محمود بهرامی    | تفنگچی             |
| مهری ودادیان    | سکینه              |
| زانیچ           | خیاط               |
| عباس ناظری‌نیک   | علی کچل            |
| حسین امیرفضلی   | ابول گنده‌رجب       |
| جعفر والی       | شیخ ابوتراب        |

## جوایز
- جایزه بهترین بازیگر برای بهروز وثوقی از جشنواره فیلم دهلی نو ۱۹۷۵
- جایزه بهترین کارگردانی برای امیر نادری از جشنواره فیلم سپاس ۱۳۵۳